# Bronisław Sarosiek
Bronisław Sarosiek (ur. 9 marca 1871 w Bilminach, powiat sokólski, zm. 27 lutego 1929 w Rzeszy, Wileńszczyzna) – polski duchowny katolicki, działacz społeczny.

## Życiorys
Był synem Józefa i Aleksandry z domu Sarosiek. Uczęszczał do gimnazjum w Grodnie, w latach 1889-1893 studiował w seminarium duchownym w Wilnie. 12 września 1893 przyjął święcenia kapłańskie. Był wikariuszem w parafii Wniebowzięcia Najświętszej Maryi Panny w Białymstoku, od 1895 proboszczem w Wołpie (powiat grodzieński). Za działalnością patriotyczną został przeniesiony na probostwo w Rosiu koło Wołkowyska (1898). Od 1901 studiował w Akademii Duchownej w Petersburgu, ale studiów nie ukończył po kolejnym przymusowym przeniesieniu do Siechniewicz, następnie Słonimia (1905). Za kontynuowanie działań patriotycznych pozostawał pod stałym nadzorem policyjnym; głosił kazania w duchu polskim, organizował i brał udział w nauczaniu w języku polskim. Za nielegalną działalność oświatową został skazany przez władze rosyjskie na karę grzywny.
W 1907 biskup Edward Ropp przeniósł go na żądanie władz do parafii Werki-Kalwaria Wileńska. Tu ks. Sarosiek ponownie zaangażował się w polskie prace oświatowe, a także bez powodzenia starał się o sprowadzenie franciszkanów z Krakowa. Sukcesem zakończyły się natomiast starania o przywrócenie parafii w Rzeszy na Wileńszczyźnie, zamkniętej po powstaniu styczniowym.
W czasie I wojny światowej został ewakuowany do guberni smoleńskiej, gdzie zajmował się opieką duszpasterską wśród polskich uchodźców. W 1921 powrócił do Wilna, był katechetą i rezydentem przy parafii św. Franciszka; podjął studia na Wydziale Teologicznym Uniwersytetu Stefana Batorego. W listopadzie 1928 mianowany proboszczem w Rzeszy, zmarł tam kilka miesięcy później.